# Избеков, Дмитрий Дмитриевич
Дмитрий Дмитриевич Избеков (1906—1970) — советский учёный, кандидат исторических наук, доцент.
Занимался изучением участия якутян в Великой Отечественной войне. Им были написаны и опубликованы отдельной книгой такие труды, как «Якутяне — Герои Советского Союза», «Якутяне в боях за Родину», «Полные кавалеры ордена Славы», «Якутяне в небе фронтовом».

## Биография
Родился 15 февраля 1906 года во 2-м Мегюренском наслеге Мегино-Кангаласского района в крестьянской семье.
Хорошо учился в сельской школе и решил поступить в Якутский педагогический техникум. В годы учёбы в нём был принят в ряды Ленинского комсомола. Став активным комсомольцем, был рекомендован для вступления в партию и в феврале 1931 года стал членом ВКП(б)/КПСС. По окончании техникума Наркомпрос республики направил Дмитрия Избекова на работу учителем Нельканской начальной школы. Проработав в школе один год, решил продолжить своё образование и тот же Наркомпрос направил Избекова в Ленинградский педагогический институт имени А. И. Герцена (ныне Российский государственный педагогический университет имени А. И. Герцена).
В 1936 году успешно окончил институт и вернулся в Якутию, где был назначен инспектором школ республики. После трёх лет работы инспектором Наркомата просвещения, Избеков перешёл преподавателем в родной Якутский педагогический техникум.
В феврале 1942 года Якутским военкоматом был призван в ряды Красной армии. Сразу получив звание лейтенанта, участвовал в Великой Отечественной войне на Южном и 1-м Белорусском фронтах. В 1945 году был тяжело ранен в бедро, долго лечился в госпиталях и был признан негодным к строевой службе.
Демобилизовавшись из армии, поступил в аспирантуру Ленинградского педагогического института. В начале июля 1949 года представил на суд Ученого совета свое научное исследование на соискание ученой степени кандидата исторических наук по теме «Борьба большевиков против эсеро-меньшевистской контрреволюции в Петрограде (25 октября 1917 года — январь 1918 года)». Получив ученую степень, вернулся на родину и вся дальнейшая жизнь Дмитрия Дмитриевича Избеков была связана с Якутским педагогическим институтом и Якутским государственным университетом, объединённые впоследствии в один вуз — Северо-Восточный федеральный университет имени М. К. Аммосова.
Умер в 1970 году в Якутске.
Был женат на  Августе Алексеевне Избековой, тоже кандидатом исторических наук, имели трех сыновей. Один из них — Вадим — стал чемпионом Советского Союза по самбо.
В 2015 году в Якутский музей им. Ем. Ярославского были переданы в дар многие личные вещи и документы Дмитрия Дмитриевича Избекова.